# Kára, Somogy
Kára  este un sat în districtul Tab, județul Somogy, Ungaria, având o populație de 54 de locuitori (2011). 

## Demografie
Componența etnică a satului Kára
     Maghiari (100%)
Componența confesională a satului Kára
     Fără religie (7,41%)
     Necunoscută (92,59%)
Conform recensământului din 2011, satul Kára avea 54 de locuitori. Din punct de vedere etnic, majoritatea locuitorilor (100,0%) erau maghiari. Nu există o religie majoritară, locuitorii fiind  și persoane fără religie (7,41%). Pentru 92,59% din locuitori nu este cunoscută apartenența confesională.